# Retropolitan
Retropolitan è un album collaborativo tra il produttore hip hop statunitense Pete Rock e il rapper connazionale Skyzoo, pubblicato nel 2019. Prodotto dalla Mello Music, il disco è accolto positivamente dai critici specializzati e include la collaborazione di Westside Gunn, Conway the Machine, Benny the Butcher, Elzhi e Styles P.
| Recensione | Giudizio |
| ---------- | -------- |
| HipHopDX   |          |
| Exclaim!   |          |

## Tracce
1. Men Like Us (Intro) – 0:44 – Pete Rock
2. Glorious – 4:18 – Pete Rock
3. Truck Jewels (featuring Pete Rock) – 3:25 – Pete Rock
4. Carry the Tradition (featuring Styles P) – 4:28 – Pete Rock
5. Homegrown – 3:25 – Pete Rock
6. It's All Good – 4:29 – Pete Rock
7. Ten Days – 3:19 – Pete Rock
8. Richie – 4:33 – Pete Rock
9. Penny Jerseys – 4:36 – Pete Rock
10. One Time (featuring Raheem DeVaughn) – 3:52 – Pete Rock
11. Eastern Conference All-Stars (featuring Benny the Butcher, Conway the Machine, Elzhi & Westside Gunn) – 5:55 – Pete Rock
12. The Audacity of Dope – 4:03 – Pete Rock

## Classifiche settimanali
| Classifica (2019)     | Posizione massima |
| --------------------- | ----------------- |
| US Independent Albums | 26                |